# Niko Mikkola (Eishockeyspieler, 1996)
Niko Jaakko Mikkola (* 27. April 1996 in Kiiminki) ist ein finnischer Eishockeyspieler, der seit Juli 2023 bei den Florida Panthers in der National Hockey League unter Vertrag steht.  Mit dem Team gewann er in den Playoffs 2024 und 2025 den Stanley Cup. Zuvor verbrachte er fünf Jahre in der Organisation der St. Louis Blues und spielte kurzzeitig für die New York Rangers. Mit der finnischen Nationalmannschaft gewann der Verteidiger die Goldmedaille bei der Weltmeisterschaft 2019.

## Karriere
Niko Mikkola wurde in Kiiminki geboren und spielte in seiner Jugend in der Nachwuchsabteilung von Kärpät Oulu in der nur wenige Kilometer entfernten Großstadt Oulu. 2012 wechselte er in die U17 von KalPa, wo er die folgenden Altersklassen durchlief, bis er ab der Saison 2014/15 für die U20 des Klubs in der Nuorten SM-liiga auflief, der ranghöchsten Nachwuchsliga des Landes. Parallel dazu bestritt er einige Partien für Kajaanin Hokki in der zweitklassigen Mestis, während er auch für die Profis von KalPa in der Liiga zu seinem Debüt kam. Am Ende der Spielzeit wurde der Abwehrspieler im NHL Entry Draft 2015 an 127. Position von den St. Louis Blues berücksichtigt. In der Folge etablierte sich der Finne in der Liiga und erreichte mit KalPa in der Spielzeit 2016/17 das Playoff-Endspiel, unterlag dort allerdings Tappara Tampere mit 2:4. Im Mai 2017 wechselte er dann zu Tappara, nur um sich im Endspiel des Folgejahres 2017/18 seinem Heimatverein aus Oulu geschlagen geben zu müssen, abermals mit 2:4.
Anschließend unterzeichnete Mikkola im Mai 2018 einen Einstiegsvertrag bei den St. Louis Blues. Vorerst setzten diese ihn bei ihrem Farmteam in der American Hockey League (AHL) ein, den San Antonio Rampage. Dort verbrachte er fast zwei vollständige Saisons, wobei er jedoch im Januar 2020 zu seinem Einstand für die Blues in der National Hockey League (NHL) kam. Zur Spielzeit 2020/21 wiederum etablierte sich der Verteidiger im NHL-Aufgebot von St. Louis und kam dort seither regelmäßig zum Einsatz.
Im Februar 2023 wurde Mikkola samt Wladimir Tarassenko an die New York Rangers abgegeben, die im Gegenzug Samuel Blais, Hunter Skinner, ein konditionales Erstrunden-Wahlrecht im NHL Entry Draft 2023 sowie ein konditionales Viertrunden-Wahlrecht im NHL Entry Draft 2024 nach St. Louis schickten. Die Blues sollen dabei das niedrigere von aktuell zwei Erstrunden-Wahlrechten im Besitz der Rangers erhalten, während sich das Viertrunden- zu einem Drittrunden-Wahlrecht verbessert, falls die Rangers die Playoffs 2023 erreichen; Letzteres erfüllte sich. Zudem übernahm St. Louis weiterhin die Hälfte von Tarassenkos Gehalt.
In New York beendete Mikkola die Saison 2022/23, erhielt dort jedoch keinen weiterführenden Vertrag, sodass er sich im Juli 2023 als Free Agent den Florida Panthers anschloss und dort einen Dreijahresvertrag mit einem Gesamtvolumen von 7,5 Millionen US-Dollar unterzeichnete. In den folgenden Playoffs 2024 zog er mit dem Team ins Finale ein und errang mit einem 4:3-Erfolg über die Edmonton Oilers auch den ersten Stanley Cup der Franchise-Geschichte. In den Playoffs 2025 wiederum verteidigten sie den Titel durch einen weiteren 4:2-Sieg gegen die Oilers.

### International
Mikkola lief auf internationaler Ebene erstmals für die U20-Nationalmannschaft seines Heimatlandes auf, als er mit dem Team bei der U20-Weltmeisterschaft 2016 die Goldmedaille gewann. Sein Debüt für die A-Nationalmannschaft gab er drei Jahre später im Rahmen der Weltmeisterschaft 2019. Dort bestritt er alle zehn Partien des Turniers und errang mit der finnischen Auswahl abermals den Weltmeistertitel.

## Erfolge und Auszeichnungen
- 2016 Goldmedaille bei der U20-Weltmeisterschaft
- 2019 Goldmedaille bei der Weltmeisterschaft
- 2024 Stanley-Cup-Gewinn mit den Florida Panthers
- 2025 Stanley-Cup-Gewinn mit den Florida Panthers

## Karrierestatistik

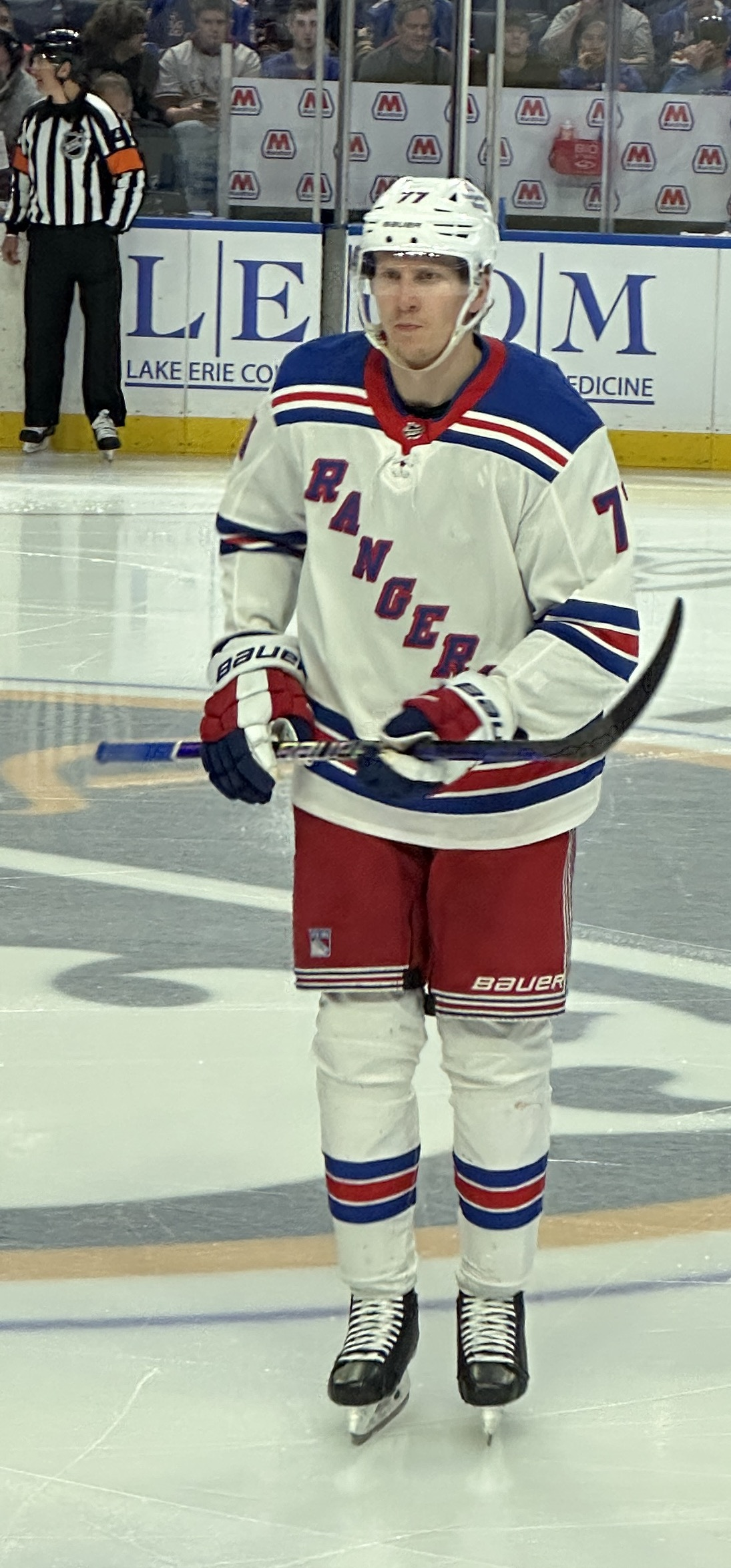
Mikkola im Trikot der New York Rangers (2023)

Stand: Ende der Saison 2024/25

### International
Vertrat Finnland bei:
- U20-Weltmeisterschaft 2016
- Weltmeisterschaft 2019
- 4 Nations Face-Off 2025

(Legende zur Spielerstatistik: Sp oder GP = absolvierte Spiele; T oder G = erzielte Tore; V oder A = erzielte Assists; Pkt oder Pts = erzielte Scorerpunkte; SM oder PIM = erhaltene Strafminuten; +/− = Plus/Minus-Bilanz; PP = erzielte Überzahltore; SH = erzielte Unterzahltore; GW = erzielte Siegtore; 1 Play-downs/Relegation; Kursiv: Statistik nicht vollständig)